# Kusnezow
Kusnezow, englisch N.D. Kuznetsov Scientific and Technical Complex of Samara JSC oder Kuznetsov SNTK Samara, ist ein russisches Unternehmen, das sich mit der Entwicklung, der Herstellung und dem Vertrieb von Ausrüstungsteilen, insbesondere von Gasturbinen und Getrieben beschäftigt. Schwerpunkt ist dabei die Luft- und Raumfahrtindustrie. Der Firmensitz ist in Samara. Derzeitiger Geschäftsführer ist Jewgeni Alexandrowitsch Grizenko. Derzeit beschäftigt man sich insbesondere mit der Entwicklung und Herstellung von Gasturbinen für die industrielle Anwendung, so für den Einsatz als Kompressor für die Erdgasgewinnung. Es werden dabei Leistungen bis zu 25 MW installiert.
Das Unternehmen, 1946 als Experimental-Konstruktionsbüro (OKB) 276 zur Verwertung deutscher Technik gegründet, wurde ab 1949 von Nikolai Dmitrijewitsch Kusnezow geleitet. Auf Basis der Junkers-Triebwerke Jumo 004C, Jumo 012 und Jumo 022 sowie den BMW-Triebwerken BMW 003 und BMW 018 vom Ende des Zweiten Weltkriegs befasste sich die aus Dessau stammende Mannschaft unter Ferdinand Brandner mit deren Weiterentwicklung, woraus die bis zu 11.000 kW leistende Propellerturbine Kusnezow NK-12 (MW) hervorging.
1954 begann Kusnezow mit den Arbeiten am NK-6, dem ersten Zweistrom-Strahltriebwerk mit Nachbrenner sowjetischer Bauart.
Ab dem Jahre 1959 war man an der Entwicklung von Triebwerken der projektierten sowjetischen Trägerrakete N1 beteiligt. Die Triebwerke NK-15 bzw. NK-15W (später erweitert zu NK-33 und NK-43) wurden entwickelt, waren bei den beiden ersten Starts noch unausgereift und trugen dadurch zum Scheitern des Projektes bei.
In den 1960er Jahren wurde das NK-22 speziell für die Tupolew Tu-144 zur Einsatzreife entwickelt.
Ende der 1980er Jahre begann die Entwicklung des Propfantriebwerks NK-93, das ein Nebenstromverhältnis von fast 17:1 aufwies. Die Propfan-Technologie wurde jedoch international nicht mehr vorangetrieben.
Nach dem Tode von N.D. Kusnezow gründete 1996 die russische Regierung in Samara als übergeordnete Holding die Dvigateli NK Financial and Industrial Corporation oder Dwigateli NK (engl. NK Engines), der Kusnezow angeschlossen wurde.

## Flugtriebwerke
- aktuell
  - Kusnezow NK-8 Turbojet, für Iljuschin Il-62 und Tupolew Tu-154
  - Kusnezow NK-12 Turboprop, für Tupolew Tu-95, Tu-114 und Antonow An-22
  - Kusnezow NK-144 Turbofan mit Nachbrenner, für das Überschallflugzeug Tupolew Tu-144
  - Kusnezow NK-32 Turbofan, für Tupolew Tu-160
  - Kusnezow NK-86 Turbofan, für Iljuschin Il-86

- geplant
  - Kusnezow NK-44 Turbofan, für Tupolew Tu-304
  - Kusnezow NK-93 Propfan, für Iljuschin Il-96, Tupolew Tu-204

- ehemalige
  - Kusnezow NK-4  Turbojet, Serienversion des Jumo 022, für Antonow An-8, Antonow An-10, Iljuschin Il-18[3]

## Raketentriebwerke
- Kusnezow NK-9
- Kusnezow NK-15
- Kusnezow NK-19
- Kusnezow NK-33
- Kusnezow NK-39